# Mägdeberg
Der Mägdeberg ist einer der Hegauberge und gehört zur Gemarkung der Gemeinde Mühlhausen-Ehingen in Baden-Württemberg.
Auf ihm steht die Ruine der Burg Mägdeberg.

## Geographie
Der 654,2 m ü. NHN hohe Berg liegt mitten im Hegau, zwischen den Ortschaften Mühlhausen, Hilzingen-Weiterdingen und Hilzingen-Duchtlingen. Nordöstlich und südöstlich verläuft die A 81, die nächstgelegenen Ausfahrten sind Engen (AS 39) oder Singen (AS 41).
Die umliegenden anderen Hegauberge sind der Hohenkrähen ca. 2 km ostsüdöstlich, der Hohentwiel ca. 6 km südsüdöstlich, Staufen ca. 4 km südlich, Rosenegg ca. 9 km südlich, Hohenstoffeln ca. 4 km westsüdwestlich, Hohenhewen ca. 5 km nordwestlich, Neuhewen ca. 10 km nordwestlich und Höwenegg ca. 14 km nordnordwestlich. Die wissenschaftliche Erforschung des Vulkanfeldes reicht dabei bis ins späte 18. Jahrhundert zurück.

### Naturschutzgebiet
Seit 19. Oktober 1984 ist der Berg inklusive Ruine als 8,75 Hektar großes Naturschutzgebiet ausgewiesen. Wesentlicher Schutzzweck ist die Erhaltung des Mägdeberges als einzigartiges erdgeschichtliches Dokument, das in seiner Eigenart und Schönheit von besonderer Bedeutung für die Vulkanlandschaft des Hegau ist sowie als Lebensraum für eine Vielzahl seltener und vom Aussterben bedrohter Pflanzenarten und Pflanzengesellschaften.
Trotz des Naturschutzgebiets ist das Klettern an der Westwand des Mägdebergs unter Einschränkungen zulässig.

## Geologie
Er ist wie alle Hegauberge ein Vulkankegel und besteht wie Hohentwiel und Hohenkrähen aus Phonolith mit Natrolith-Adern. Seine Form erhielt er durch die letzte Eiszeit, als Gletscher das weichere Gestein abtrugen und der Phonolithschlot stehen blieb. Dem Mägdeberg vorgelagert ist der kleinere, größtenteils bewaldete Vulkankegel des Schwindel.

## Geschichte
Der Name Mägdeberg wird auf eine Legende einer wallfahrenden englischen Königstochter zurückgeführt, die einst mit tausenden von Mägden am Fuß des Berges gelagert habe. In vorgeschichtliche Zeit führt ein anderer Ansatz zurück. Der alte Ursprung des Namens steht außer Zweifel: Schon die ältesten Urkunden aus dem 13. Jahrhundert nennen den Berg „Megideberc“, „Megdeberg“ oder „Magdeberc“. Dem Wort liegt das althochdeutsche magad, magid für Jungfrau in seiner Pluralform zugrunde. Der Mägdeberg ist demnach ein „Berg der Jungfrauen“. Der Name kommt in gleicher oder verwandter Schreibweise auch in anderen Bergen vor, beispielsweise gehört die Madenburg in der Pfalz sprachlich auch in diese Reihe.
Sein Name verrät diese Berge, sowie den Mägdeberg als Kultstätte der keltischen „Drei Beten“ oder „Drei Matronen“, der drei jungfräulichen Muttergottheiten Ainbed, Borbed und Wilbed, deren Verehrung hier wie an ungezählten anderen Orten auch von den in der Völkerwanderungszeit eingewanderten Alamannen übernommen wurde. Bereits in vor- und frühgeschichtlicher Zeit war der Berg besiedelt. Aus der Keltenzeit fanden sich Spuren der Nutzung des Berges als Kultstätte. Im Mittelalter wurde auf ihm die Burg Mägdeberg erbaut, die sich dem Besucher heute als Ruine zeigt.